# The Dad Who Knew Too Little
The Dad Who Knew Too Little, llamado El padre que sabía demasiado poco en España y El padre que sabía muy poco en Hispanoamérica, es un episodio perteneciente a la decimocuarta temporada de la serie animada Los Simpson, emitido originalmente el 12 de enero de 2003. El episodio fue escrito por Matt Selman y dirigido por Mark Kirkland. Elliott Gould fue la estrella invitada.

## Sinopsis
Todo comienza cuando Bart y Lisa están viendo un programa de TV, "Padz". Allí ven un comercial anunciando un nuevo tipo de diario personal, el cual no le permite a nadie leerlo, con excepción de su dueño, y les da choques eléctricos a los demás si tratan de hacerlo. Lisa, cansada de que Bart le lea siempre el diario, le pide a Marge y a Homer el nuevo diario para su cumpleaños, y ellos acceden. Al día siguiente, Homer y Bart van al centro comercial a comprarle el diario a Lisa. Sin embargo, tras distraerse Homer por querer probar las muestras gratis de cada puesto de la plaza de comidas, descubren que ya estaban agotados. Buscando otra cosa que regalarle, Homer se encuentra con Ned Flanders, quien le muestra un vídeo personalizado de uno de sus hijos. Homer decide aplicar la misma idea. 
En el cumpleaños de Lisa, Bart le regala un señalador láser y le demuestra su potencial situando el láser en el pantalón de Skinner, quien estaba muy lejos. Homer le da a Lisa su regalo: la película personalizada que él mismo había hecho. Lisa queda desilusionada al no ver el diario que quería, pero igual ve la cinta. Era una historia con Lisa como la policía local en una película western. El diálogo en la película le hace dar cuenta a Lisa que Homer no sabe nada sobre ella. Luego, sube corriendo y llorando a su habitación, y hace que Homer se sienta mal. 
Al día siguiente, Homer trata de arreglarse con Lisa preguntándole cosas sobre ella, pero la niña lo echa, diciéndole que había tenido ocho años para conocerla. Más tarde, Homer va a la taberna de Moe, en donde le cuenta su problema a los ebrios de siempre; Moe, al escucharlo, le dice que contrate a un detective privado para que persiga a Lisa y que averigüe cosas sobre ella y, luego, le da una tarjeta con el nombre y el número de teléfono de uno, Dexter Colt. Esa noche, Homer va a una parte descuidada de la ciudad para encontrarse con Dexter. Le pide que siga a Lisa y que busque cosas sobre ella, para que la niña piense que él es el padre perfecto. El detective toma el caso. 
Dexter empieza a seguir a Lisa y a revisar su casillero. Además, obliga a Skinner a que le muestre los expedientes de la niña, chantajea a Nelson Muntz y, finalmente, un día deja un sobre en el auto de Homer. Cuando este lo abre, descubre que era el reporte del detective sobre Lisa. 
Usando el reporte, Homer comienza a arreglarse con Lisa escuchando las canciones que a ella le gustan y yendo a una protesta contra el uso de animales en los laboratorios, en donde los monos eran obligados a fumar cigarrillos y los cerdos eran pintados con maquillaje. Más tarde, Homer la lleva a dormir, feliz de estar conociéndola, aunque, obviamente, sin revelarle que había contratado a alguien para averiguar sus gustos. 
Homer va a ver a Dexter Colt para agradecerle por su trabajo. Cuando Colt le da una factura por $1000 (la cual incluía muchos gastos superfluos, como un bife de $40 y balas de plata, según Colt por la teoría de que Lisa era un hombre lobo), Homer se niega a pagarle. Colt saca su arma y atrapa a Homer por su camiseta, pero éste se la saca y logra escapar por la ventana. Colt jura venganza mientras que Homer huye en la oscuridad. 
A la mañana siguiente, Lisa, Homer, y Bart se ponen a ver las noticias. Ven que alguien había destruido el laboratorio de los animales y que, además, se los había robado a todos. El jefe Wiggum dice que, basado en las pistas recogidas (una muñeca Stacy Malibu, una lengüeta de saxofón y un libro escrito por Lisa), Lisa Simpson era la principal sospechosa. Lisa dice que es inocente y Homer sabe que había sido inculpada por Dexter Colt. Los policías van a la casa a arrestar a la niña, pero Homer y ella se escapan en el auto. Finalmente, logran alejarse bastante y tratan de disfrazarse tiñéndose el cabello de negro. Luego van a un hotel para llamar a Marge, pero los policías habían registrado la llamada. Homer, mientras tanto, le dice a Lisa la verdad sobre el detective y ella se enoja otra vez con él. 
Cuando los policías llegan, Homer y Lisa escapan por la ventana. Luego de correr por un rato, llegan a un circo, en donde ven a los animales robados del laboratorio. Cuando están a punto de llamar a la policía, aparece Dexter Colt, con un cañón con una "bala humana", apuntándoles. Homer arroja a Lisa al suelo y se dispone a recibir el disparo, pero no sufre daños. Colt, entonces, saca su pistola y Homer entra a un cuarto llenos de espejos. Homer queda reflejado muchas veces, pero Colt logra dispararle al verdadero Homer en el brazo. Cuando el detective está a punto de matar a Homer, Lisa aparece. Colt se pregunta cómo los había oído, y Homer dice que el oído de Lisa era muy bueno y que una vez, cuando era más chica, lo había escuchado llorando en el closet. Lisa, impresionada al ver que Homer recordaba algo sobre ella, dispara el láser que le había regalado Bart contra los espejos, haciendo que rebotase contra Colt, dejándolo ciego. 
Luego, Colt es arrestado y Lisa, exonerada. Homer le dice que había liberado a los animales y los había dejado volver a su naturaleza, cuando en realidad estaban en la granja de Cletus Spuckler.
En los créditos se muestra a Lisa con su diario del comercial que quería desde su cumpleaños, escribiendo que su sueño de tener uno se hizo realidad y se duerme. Luego Bart le roba el diario y le pide a Homer que le lea un cuento. Homer accede y lo abre, sólo para darse cuenta de que en realidad Bart le quería hacer una broma. Homer termina electrocutándose mientras Bart se ríe.